# Joseph O'Connor
Joseph Victor O'Connor (Dublino, 20 settembre 1963) è uno scrittore irlandese.

## Biografia
Primo di quattro figli, fratello della musicista Sinéad O'Connor, crebbe a Dublino dove si laureò in letteratura inglese e storia presso lo University College di Dublino, successivamente trascorse un periodo come assistente allo University College di Oxford per poi trasferirsi a Londra fino al 1996.
Iniziò a scrivere nel 1989 e per circa 10 anni collaborò con Esquire e l'Irish Tribune. 
Il suo primo romanzo, Cowboys and Indians, entrò fra i candidati finali del Whitbread Prize e il romanzo, Star of the Sea in Gran Bretagna e Irlanda è stato il libro di narrativa più venduto in assoluto nel 2004, a confermare ulteriormente il livello di fama ormai raggiunto dall'autore.
In Italia è pubblicato da Guanda. L'ultimo romanzo, Il gruppo, è uscito nel 2015, con un'edizione speciale digitale che contiene i link alle canzoni citate nel romanzo.
Joseph O'Connor vive a Dalkey, Irlanda; con sua moglie, di origine britannica, e due figli. Collabora con il programma Drivetime, in onda sull'emittente irlandese RTÉ Radio 1.

## Opere

### Romanzi
- 1991 - Cowboys and Indians
- 1993 - Desperados (Desperadoes)
- 1998 – Il rappresentante (The Salesman)
- 2000 – La fine della strada (Inishowen)
- 2002 – Stella del mare (Star of the sea)
- 2007 – La Moglie del Generale (Redemption Falls)
- 2010 – Una canzone che ti strappa il cuore (Ghost Light)
- 2011 - Il comico (The Comedian)
- 2015 – Il gruppo (The thrill of it all)

### Altro
- 1991 - I veri credenti (True Believers) - Raccolta di racconti brevi
- 1993 - Even the Olives are Bleeding: The Life and Times of Charles Donnelly
- 1994 - The Secret World Of The Irish Male (raccolta di racconti umoristici)
- 1996 - Il maschio irlandese in patria e all'estero (The Irish Male at Home and Abroad)
- 1996 - Dolce libertà. Un irlandese in America (Sweet Liberty: Travels in Irish America) - diario di viaggio
- 2000 - Quell'incredibile inverno del '75 (The Comedian) - racconto
- 2001 - The last of the Irish Males
- 2014 – Dove sei stato (Where Have You Been?) - racconti